# たばこ広告

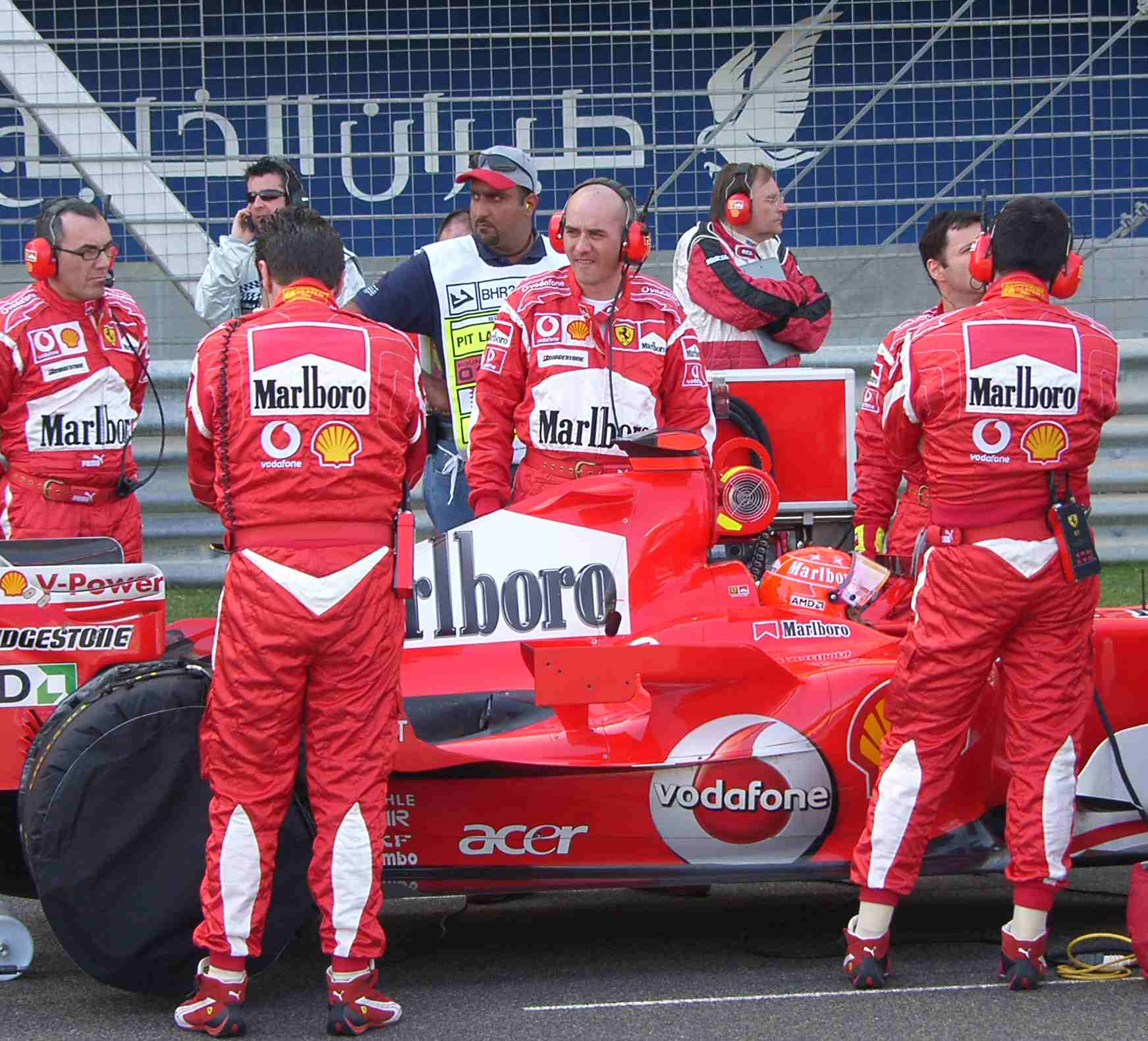
フェラーリに出されたマールボロのたばこ広告

たばこ広告（たばここうこく、英語: nicotine marketing）とは、たばこ産業がスポンサー（特にスポーツ競技）を含む様々なメディアを使用してたばこ製品、または使用（一般的に喫煙）を広告することである。
これは現在、マーケティングにおいて最も高度に管理されたものの一つであり、部分的もしくは全てのたばこ広告が禁止されている国も存在する。

## 歴史

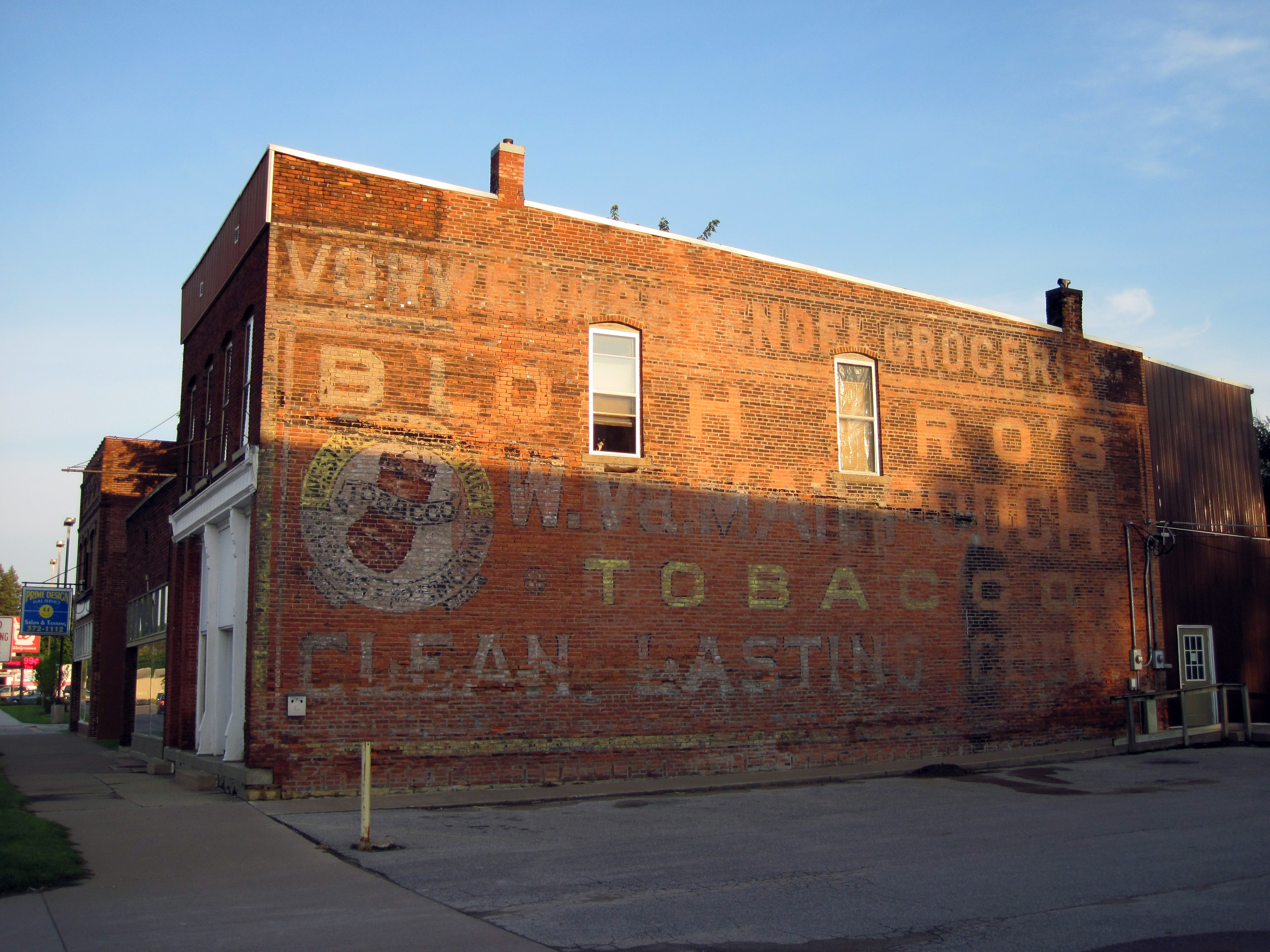
アイオワ、フォート マディソンのたばこのゴーストサイン（消えかかった壁広告の意）

現在知られているアメリカにおけるたばこ広告はロリラード・タバコ（en）が1789年、ニューヨークの日刊紙に出したものである。各地の地方新聞社がこれらの商品の小規模生産、輸送のために利用された。アメリカでより大規模に知られることとなった最初の実際の銘柄は1868年発売の簡単な『たばこを手巻きしよう（to roll your own）』という言葉を強調して広告された『ブル・ダラム（Bull Durham）』であった。
1870年代後半に多色刷リトグラフの開発により、たばこ会社はよりよく彼らの製品を紹介するための魅力的なイメージ作りが行えるようになった。これにより、以前は包装を強化するために使用されたシガレットカードの上へ絵を印刷することに至り、これが初期のマーケティング概念に変化した。例えば19世紀最終四半期の雑誌、『パンチ』には異なる種類のたばこ、嗅ぎたばこ、パイプ用たばこの広告が描かれていた。広告は第一次世界大戦中、軍隊に対して、無料配布か助成金を支給されたブランドたばこが配布されたことによりかなり助けられた。

### キャンペーン

#### ナチス・ドイツ
たばこ製品の広告は規制をかけられ、1941年12月7日、法律にされハインリヒ・フンケ広告協議会会長によって署名された。たばこを吸うこと、無害であるように見せること、男らしさを表現することは広告で扱うことは禁止され、反たばこ活動家を馬鹿にすることも非合法化された。そして地方管区、スタジアム、競技場、鉄道沿いなどに広告を出すことも禁止された。また、拡声器、郵便を利用した広告も禁止された。

#### 1950年代 – 1960年代
1970年代以前はアメリカ、ヨーロッパにおける大部分の国においてたばこ広告の大部分が合法的であった。1950年代と1960年代のアメリカではたばこのブランドはしばしばTV番組、『To Tell the Truth（en）』や『I've Got a Secret』のような番組のスポンサーであった。
この時代最も有名なCM曲のうちのひとつはウィンストンの広告で使われたものであった。このスローガン『ウィンストンはたばこの本来の味がする（Winston tastes good like a cigarette should!）』は人をひきつけるものであり、現在でも伝えられるものである。ラジオ西部劇『Gunsmoke』の冒頭で、ちょうどリスナーが『シガレット』という言葉を聞く頃に、2つの銃撃音が曲の真ん中で流れるようになっていた。他の人気のあるスローガンでは1960年代のタレイトン（en）の広告で使用された『タレイトンを吸う人は別のたばこを吸うよりも喧嘩をする！（Us Tareyton smokers would rather fight than switch!）』や『キャメルのためなら1マイルでも歩く（I'd Walk a Mile for a Camel）』などがある。
1954年、たばこ会社は広告キャンペーン『A Frank Statement』を行った。この広告は喫煙が肺がんを引き起こす可能性があるという報告書に異議を唱える最初の運動で、健康に危険を及ぼすのは他のものであると主張した。
1950年代、メーカーは様々な突き上げを受けたため、タールとニコチンを少しでも取り出すためにたばこにフィルターを付け始めた。また、『より安全な』『より強力でない』たばこのブランドも紹介された。より軽いたばこは2004年現在、非常にポピュラーになっており、アメリカの喫煙者の半分が普通のたばこよりもこちらを好んでいる。アメリカ連邦政府の国立癌研究所（NCI）によると、軽いたばこだからといって、喫煙者の健康に利点を与えないとしている。
1964年、アメリカの公衆衛生局長官は『アメリカ公衆衛生局長諮問委員会報告書、喫煙と健康』を発表した。それは喫煙とガン、その他の病気との関連について科学的に分析さた7,000以上の記事に基づいたものであった。この報告書はたばこ製品に警告ラベルを記載する法則、およびたばこ広告に対する制限に結びついた。これらの強化が行われるとともにたばこのマーケティングはお菓子と共により微妙と化した。そしていくつかの広告は子供たちに受け入れられるよう設計され、特に子供たちの間で喫煙について高まった意識の結果として『ジョー・キャメル（en）』が呼び物となった。しかし、規制は成人の禁煙率に影響を及ぼし、2004年の時点でそのポイントは下降、それまでたばこを吸っていたアメリカ人のうち、ほぼ半分がたばこを吸うことをやめた。

## 日本におけるたばこ広告の歴史

### 江戸時代の広告
日本では江戸時代より、軒下にかける看板等が利用されていたが、幕末に銀座でたばこ屋を開いた信濃屋文蔵は刻みたばこを桐の箱に入れて販売、これに山東京伝 の宣伝文句、人気役者の市川団十郎に舞台で宣伝を行わせ、さらに、団十郎が箱を持った姿の浮世絵に山東京伝の宣伝文句を入れてこれを販売、これはタレントを用いた初めての宣伝であるとされている。ただし、1715年（正徳5年）には2代目市川団十郎は、呉服店「寿の字越後屋」の「寿」の字を編み笠に入れて舞台出演を行い、1718年（享保3年）には薬売りである外郎売の宣伝文句を台詞として舞台で読み上げているなど、タレントによる広告活動が存在しなかったわけではない。

### 明治民営煙草時代の広告
明治以降、それまでの手工業から機械工業へと移行したことにより、生産力が高まり近代的な会社形態をとり始めたことにより宣伝広告も多く出始める。特に明治時代の『天狗煙草』の岩谷商会（岩谷松平）と、輸入した原料を元に『ヒーロー』などの外来語を商品名にした村井兄弟商会（村井吉兵衛）による宣伝合戦は明治36年の第5回内国勧業博覧会会場での宣伝活動、銀座界隈でパレードを行うなど熾烈なものであった。
薩摩出身の岩谷は「東洋煙草大王」「広告の親玉」を名乗り、地元の大名島津家の家紋「くつわ十字」を利用したシンボルマーク や、赤色にこだわりを見せ、ポスター、パッケージなどに赤色を使用したデザインや、当時では珍しい女性のセミヌードを描いたポスター、また国益や社会益になっていることを強調したキャッチコピー（『驚く勿れ税金たったの五十万円、慈善職工三万人』、『国益の親玉』など）で派手な宣伝を行ったのに対し、渡米経験のある村井は西洋のハイカラを追求した戦略（たばこにおまけとして挿入された女性のカード、星条旗のような柄の提灯など）で対抗した。この時、カラー印刷等が使用されたが、岩谷商会が組んだ凸版印刷合資会社は後に凸版印刷、村井兄弟商会が設立した東洋印刷株式会社は後にJT京都印刷工場とそれぞれ変遷を経ている。そして、村井・東洋印刷、岩谷・凸版印刷から生じたこの流れは西洋風、和風のデザインを生む原動力と化することとなる。また後の電通の前身企業「日本広告」の創業者である光永星郎はパレードをする岩谷に声をかけられたことが、広告を重視するきっかけになったとしている。
また、千葉商店（千葉松兵衛）は自社が扱う商品を販売してくれる小売店に対し、小売店名の入った看板を作成、その他、愛知の原田万久店や亀山の伊勢煙草株式会社など全国に5,000社以上点在する他のたばこ会社も様々な宣伝活動を行っていた。その後、明治37年『煙草専売法』が施行され、たばこが専売となるとこの宣伝合戦は終了した。

### 煙草専売時代の広告
たばこの専売化後、しばらくはたばこのポスターなどの作成は行われなかったが、パッケージデザインにはいろいろなデザインが用いられ、大正4年に発行された『煙草専売史』によれば、『包装の装飾』・『意匠』・『図案』について人々の嗜好にたいして影響を与えるとされている。また、『印刷絵模様』と呼ばれたパッケージデザインには印刷技師が何度も色を重ねて作る精巧なものであった。
しかし、専売局初期のデザインを支えた明治期の人々が退職を迎えた昭和初期になると、写真技術の発展、たばこの嗜好の変化（煙管からシガレット、口付きたばこから両切りたばこへ）により、専売局はあらたなパッケージを生み出すこととなる。昭和初期においては商業美術の影響を受けており、ドイツのバウハウスの影響を主張するものもいる。また、日本の商業デザイナーのさきがけ、杉浦非水もパッケージデザインを手がけた一人で、ポスターなども作成している。また、その弟子、野村昇、田中冨吉らも嘱託デザイナーであった。
昭和12年以降、日本が軍事優先となっていくと、パッケージデザインも簡素化、ポスターも軍事優先的なデザインへと変化してゆき、やがてたばこ自体が配給制へとなっていった。その最中、それまで『ゴールデンバット』は『金鵄』に変更、英語追放の象徴となった。そして、たばこの包装も戦況の悪化と物資不足により、簡素化、一色刷り・簡易包装と科した。昭和20年、終戦を迎えたが、たばこ自体は配給制が続き、たばこの包装もひきつづき、紙につつまれた簡素な包装に、商品名（『みのり』、『のぞみ』など）が書かれているだけのものであった。

### 戦後専売時代の広告
戦後、日本ではたばこの不足が続き、一人当たり3本という状況が続き、闇たばこが蔓延したが、これに対しての啓蒙ポスターは対象者が消費者、たばこ農家、外国人などと多岐にわたり、様々なデザインのものが存在している。
その後、1949年、日本専売公社が設立され、昭和25年にたばこの配給制が終了すると新しい銘柄の販売も始まり、宣伝用ポスターも作られるようになった。
1951年、アメリカのデザイナー、レイモンド・ローウィが来日するとデザインの重要さを指摘、1952年に発売された『ピース』はそれを実現したものであった。そしてその刺激を受けた田中冨吉は1953年発売された『富士』のデザインを行った。なお、この時、ローウィが語った『誰にでもわかりやすく、愛されるもの、印刷経費が節約されて新鮮な感じを与えるもの』はその後のたばこ包装デザインの基本となる。
昭和30年代、マーケティングの概念を専売公社が導入、当時売り上げ1位であった『しんせい』はデザインを一般公募、応募された310点から3点を候補として選び、さらに市場調査を行い、デザインを決定した。そして、この頃考案されたキャッチ・コピー『今日も元気だ　たばこがうまい！』（いこい）は名キャッチ・コピーとされている。そして1957年、日本初のフィルター付きたばこ『ホープ』が発売されることにいたり、専売公社は新たなたばこの形を提示した。
1960年、『ハイライト』が発売された。このデザインは1958年に『みどり』の車内吊りポスターを手がけた和田誠が手がけたものであったが、これは現在でも変わらず使われているデザインである。この頃のキャッチ・コピー『タバコは動くアクセサリー』（AAAなど）は女性をターゲットとするキャッチ・コピーで、池内淳子、久我美子、司葉子、など名だたる女優が広告に登場している。
1963年、東京オリンピックの年、パッケージデザインはオリンピックを意識したものも登場、外人向けに作成された銘柄も存在しており、これは記念たばこの位置づけである。また、『ピース』はオリンピック競技20種目を描いたものが発売された。
1967年、専売公社は新たな取り組みとして『観光たばこ』を発売、日本各地の観光地、行事、祭りなどをデザインしたものを発売、1994年までこれは続けられた。この時期以降、外国たばこのシェア拡大により、外国のデザインを意識したたばこが発売されるようになり、デザイン・味共々、外国たばこを意識したものが多く発売されることとなった。
昭和50年代にはテレビCMが新聞広告を上回るようになる。昭和52年に発売された『マイルドセブン』は白いベストシリーズとして白を基調とした広告を作成、いまでも評価の高いテレビCMや屋外広告がつくられることとなった。

### 民営化以降の広告
専売公社の民営化により、既存ブランドの別バージョンとして『キャビン』が発売、これ以降、ブランドファミリー化が始まる。その後、海外で煙草の健康危害が指摘されると、日本もその流れに乗ることになり、昭和49年、日本専売公社など、たばこ事業者らが『Smokin' Clean（スモーキン・クリーン）』キャンペーンを実施、「ちょっとした心遣いも味のうち」、あるいは「お休み前に火の元を!」（後者は深夜の当時の放送終了時刻に近い時間帯）といったキャッチコピー付きのマナー広告の掲載を開始した。
また、未成年者は法律で禁煙とされているため、必ずタバコそのもの、及びたばこメーカーの企業CMでは「未成年者の喫煙は（法律で）禁じられています。」 との字幕を表示していた。

## 顧客ロイヤルティー
たばこ会社は顧客ロイヤルティやブランドを増加させ、売り上げを伸ばせと言う命令において、ブランドの認知を広め、喫煙者の間で選ばれるブランドを作るためにそれらの広告を使用する。これらのオリジナルフォームの一つはシガレットカード（エフェメラのセットとして集められる）を同封することであった。

### 目標市場
たばこ広告が掲載された場所のターゲット層は、特に人口統計学的に目標が定められた幾つかのブランドを利用した上で年間を通して変化している。R.J.レイノルズによると、アメリカにおける『ジョー・キャメル』のキャンペーンはヤングアダルト世代の喫煙者に対してキャメルを宣伝するために作られたものであった。これに対する集団訴訟の原告と政治家たちは『ジョー・キャメル』のイメージを法律で定められた年齢以下の子供たちにたばこ製品を宣伝することを目的とした『漫画』と発言している。様々な喫煙抑制団体、連邦取引委員会、アメリカ合衆国議会の圧力により、キャメルは1997年7月10日、キャンペーンを終了した。
たばこ会社は女性層をしばしばターゲットにしたが、これはたばこ市場の最大部分が伝統的に男性中心であったため、女性層が潜在的発展余地があるとみなしたためであり、1960年代、バージニア・スリムの『You’ve Come a Long Way Baby（長い道のりをきたんだね）』と『Slimmer than the fat cigarettes men smoke（男が吸う太いたばこより細い）』などのキャンペーンの導入は、女性層を特に狙ったものであった。

### 映画
ユニバーサル・ピクチャーズは『映画のなかにおけるたばこの描写に関する方針』を作成している。アメリカで放映する予定のある映画は『G（General Audiences、誰でも安心して見られるもの）』『PG（Parental Guidance Suggested、子供は大人が付き添うのが望ましいもの）』『PG-13（13歳以下の子供に見せるのはふさわしくないもの）』という評価がなされ、たばこに関する描写（喫煙、喫煙に関する仕草、用具の描写）は相当の理由がある場合のみ、映画内に現れる。もし、たばこに関する描写が描かれた場合、映画のエンドクレジット、DVDのパッケージなどで健康についての警告を行うようにして公開されることになっている。
2007年5月以降、MPAAは喫煙を美化したものや歴史的背景に基づいて外でたばこを吸う描写、他の緩和されている映画より高い格付けが行われているものについては許可を行う方針である。
テレビ番組において、子供たちを特に対象にして、主人公がたばこをすう描写を減らす動きも出始めている。たとえば、テッド・ターナーはアニメ（たとえば、カートゥーン ネットワークやBOOMERANGで見ることができる、『原始家族フリントストーン』、『スクービー・ドゥー』、『トムとジェリー』など）の中でたばこを吸う人物が現れるシーンを切り取るか　編集対応させた。
また、同様の傾向がコンピュータゲームのレイティングシステムにも存在する。

## 宣伝費
たばこ会社は広告キャンペーンのために特に莫大な予算を使用した。アメリカ連邦取引委員会は、たばこメーカーが最大の金額が使用された1999年に広告とプロモーションのために82億4000万ドルを使用したと主張した。連邦取引委員会は2005年に広告とプロモーションに使用された131万1000ドルは2003年に使用された151億2000万ドルを下回りはしたが、1998年の二倍であると主張している。この予算増加は大部分における広告に対する規制にもかかわらず、より従来型の小売店や雑誌広告などとともに、帽子やライターなどの景品の多重展開を行い、より若い喫煙層に訴えることを試みたものであった。
マーケティングコンサルタントのニールセン・カンパニーは2001年9月から2002年8月の間、たばこ会社がイギリスで使用した広告宣伝費（スポンサー、間接的広告を除いたもの）を2500万ポンドと発表した。
プレスへの広告：1100万ポンド
看板広告：1320万ポンド
ラジオCM：714,550 ポンド
ダイレクトメール：106,253ポンド
さらにスポーツなどの協賛、スポンサーとして年間800万ポンドを消費、そしてイギリスにおけるフォーミュラワンに対して7000万ポンドを費やすと見積もられている。2003年、アメリカで費やされた151億2000万ドルはアメリカの人口一人あたり45ドル費やされたことになり、1日3600万ドル以上、喫煙者ごとに対し290ドル使用されていることになる。

## 広告規制
欧州連合と世界保健機構（WHO）の両方はたばこ広告を許可してはならないとしている。2005年2月27日に実施されたたばこの規制に関する世界保健機関枠組条約は参加国の憲法が禁止していないかぎり、条約に同意した168カ国全部がたばこ広告を禁止することが義務付けられている。
さらに数カ国ではたばこのパッケージにも各種必要条件を法律で定めており、たとえば、欧州連合、トルコ、オーストラリア、南アフリカではたばこのパッケージに顕著に喫煙に関連した健康リスクについて記載されていなければならない。カナダ、オーストラリア、タイ、アイスランド、ブラジルでは喫煙者に健康について警告するパッケージを義務化、そこには喫煙の潜在的な健康への影響を表す画像も含まれている。また、カナダではたばこの箱の中にカードを入れており、喫煙をやめるいろいろな方法を説明している。また、イギリスではたばこが喫煙者の動脈を象徴しているようないくつかのグラフィック広告（脂肪沈着物でいっぱいのたばこを表現したグラフィック）がNHSによって出された。
一方で模型(プラモデル、ミニカーなど)の世界においては、｢史実の忠実な再現の阻害｣という模型にとって致命的な問題が生じてしまっている。例えばたばこ広告の入ったレーシングカー(後述)を模型製品化する際にその部分に関して回避策(変更や修正など)を取る、最悪の場合は製品化･再生産そのものを断念するといったものである。(詳細はプラモデル#デカールの制限を参照)

### 南アフリカ
たばこ製品規制法の改正法案（Tobacco Products Control Amendment Act）が1999年、可決され、たばこ会社がスポンサーになること、たばこの無料配布を含むすべての広告とプロモーションが禁止された。

### アジア
マレーシアでは、広告の中にたばこのパッケージを出すことが1995年1月1日、禁止された。しかし、たばこ会社は製品を宣伝することを止めず、ベンソンアンドヘッジス（en）はビストロ、サンポルナ（Sampoerna）はインターネットカフェにそれぞれブランドネームを使用、ダンヒル（Dunhill）、マールボロ、ダビドフ、ポールモール、ジョン・プレイヤー・スペシャル、ウィンフィールド（eb）、ウィンストンなどは文房具、アクセサリー、衣類などにブランドを使用してブランドの宣伝を続ける方法を見つけ出した。また、マイルドセブン、ピーター・スタイブサント（Peter Stuyvesant）、ケント、セーラムのブランドはホリデーツアーやコンサートなど娯楽関係のスポンサーを行っている。これらすべてはたばこ会社によって行われる間接的広告戦略である。
その後、マレーシア連邦政府は2003年1月1日からたばこ製品を売ることを許可した特定の施設以外でたばこブランドの間接的広告も禁止した。F1グランプリと他のスポーツ競技においてはたばこ会社のスポンサーは認められている。
さらに若い世代の喫煙を厳しく取り締まるため、未成年へのたばこ販売をすべて禁止した。
香港ではテレビでたばこのCMを流すことは1992年初めに禁止された。しかし、バスと特に路面電車においては2,3年後まで広告からたばこが排除されることはなかった。
同様に、シンガポールでは喫煙の悪影響を受けている、口、足、血管のイメージを印刷するようたばこメーカーに要求している。

#### 日本
1972年
大蔵省の指導により、たばこパッケージの側面に『健康のため吸いすぎに注意しましょう』の表示が義務化される。
1984年
たばこ事業法第四十条第二項の規定に基づき、1985年以降の『たばこ広告に関する指針』が大蔵省より出される。
1985年4月
（社）日本たばこ協会が設立され、大蔵省の指針に基づき、広告・販売促進活動に関する自主規準、包装表示に関する規準を決定。午後6時から9時までのTVCM、女性向け雑誌や読者の50%が未成年の雑誌への広告、未成年に人気のある芸能人の起用等が自主規制される。なお、TV、ラジオ、雑誌に関しては8月以降より実施。
1987年8月
女性の喫煙を描いた広告を自主規制。
1989年1月
午前5時から午後9時までの間のTVCMを自主規制。
1990年
大蔵省の指導により、警告表示が『あなたの健康を損なうおそれがありますので吸いすぎに注意しましょう』に変更される。また、全日本スキー連盟は大会にたばこ銘柄を冠することを禁止する。
1995年10月
日本たばこ協会は広告・販売促進活動に関する自主規準等の改訂を行い、土曜日、日曜日、祝日、年末年始のテレビ・ラジオCM、小中高の学校から100m以内の屋外広告が自主規制される。
1996年4月
未成年者喫煙防止のため、全国たばこ販売協同組合連合会は屋外に設置された自動販売機を午後11時～午前5時の間稼動停止とする自主規制を開始。
1998年4月
日本たばこ協会の自主規準改訂により、TV、ラジオ、インターネット等でのたばこ銘柄のCMが自主規制される。
2002年6月
読者の25%が未成年の雑誌への広告掲載が自主規制される。
2004年
財務省により指針が改定され、メディア（TV、ラジオでのCMの全面禁止、雑誌、新聞への広告の規制）を通じてのたばこ銘柄広告、イベント会場等での煙草の無料配布や屋外広告などの制限が強化される。
2005年
たばこ規制枠組条約が発効。
たばこパッケージの前面、背面に健康を警告（『喫煙は、あなたにとって肺気腫を悪化させる危険性を高めます』）の表示
2008年8月
成人識別のために導入されたたばこ自販機専用ICカードのtaspo導入に伴い、自動販売機の24時間稼働が再開される。
2014年以降
自己申告による年齢確認により、視聴者層の年齢が特定できるインターネット上のみで加熱式たばこのデバイスのCMがウェブサイトに埋め込み形式で表示させるタイプの動画の広告や、利用者の年齢確認を行っているTVerやABEMAなどの動画配信サービスで放送されるCMとして復活している。

### ヨーロッパ
『国境無きテレビ指令（Television Without Frontiers Directive、1989年）』の元、1991年以来、EU内ではたばこ会社がテレビCM、スポンサーを行うことは禁止された。この禁止は『たばこ広告に関する指令（Tobacco Advertising Directive）』によって延長され、それは様々なメディア（例えば、F1のようなスポーツイベント、インターネット、活字媒体、ラジオ）などをまでカバーした上で2005年7月に実施された。指令には、欧州委員会の管轄外であるか、委員会の参加者がたった1名の加盟国 における純粋的に局地的な文化的催しやスポーツイベントにおけるたばこのスポンサーや映画館、広告掲示板、キャラクター商品化は含まれていない。しかし、大部分の加盟国は指令より広い範囲で、ローカル広告にまで適用される国内法を整備、指令に置き換えた。2008年の欧州委員会の報告では、指令がすべてのEU加盟国の国内法に移され、これらの法律が実行されたと結論付けた。
2003年、EUは喫煙の危険性について消費者を誤解させるということで、たばこに『ライト』や『マイルド』といった商標をつけることを禁止した。『Smoking Kills（喫煙は死を招く）』という厳しい健康警告は現在、たばこのパッケージの前面の少なくとも30%、背面の40%を越える面積に印刷いなければならなくなり、複数の言語を使用する国では、複数の言語で印刷された。
多くの国ではまだ広告看板にたばこの広告を出すことは許可されている。たばこを吸う場面は、特別な雑誌、スポーツイベント、ガソリンスタンド、商店、極まれにテレビなどでいまだ広告されている。イギリス、オーストラリアを含む若干の国ではたばこ広告の影響に対処するため、喫煙抑制広告の掲載を開始している。

### アイルランド
ラジオ、テレビおよび広告看板でたばこを広告することは禁止されており、2009年7月1日からは商店におけるたばこ広告、たばこの陳列も禁止された。

### イギリス

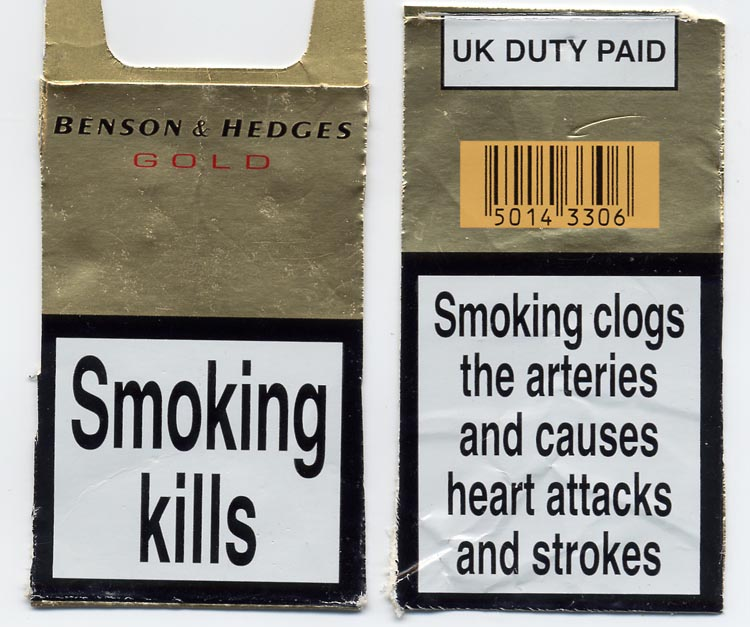
イギリスにおける警告表示

EU加盟国であるイギリスもたばこ広告を禁止するEUの指令は、イギリス国内の法律に加えて、イギリスに適用される。
広告制限の要求が初めて行われたのは1962年、イギリス内科医師会が行ったものであり、健康問題を強調し、たばこ製品の販売や広告に関してより法律を強化することを求めていた。1971年、イギリス政府とたばこ業界の間で行われた合意により、すべてのたばこのパッケージに健康警告を表示されることとなった。テレビにおけるCMは1965年8月1日禁止されたが、軽いたばこと葉巻のCMは1991年まで放映された。
たばこメーカーはますます間接的で抽象的なキャンペーンを展開、ベンソンアンドヘッジス、シルクカット（en）などは特に見てわかる状態であった。1990年中ごろまで、多くの小売店、新聞販売店などではライセンス料なしでベンソンアンドホッジス、シルクカット、リーガルなどのブランドのついた看板を禁止されるまで店頭に貼り付けていた。1985年、イングランドのリーズにおける新聞販売店における例を以下に示す。
労働党は1997年の選挙活動の一部としてたばこ製品の全ての広告を禁止することを宣言した。この法律は『Tobacco Advertising and Promotion Act 2002（たばこ広告・販売促進規制法）』 として可決され、以下の流れによって残っていた広告の大部分を禁止した。
2001年、スコットランドにおける広告はスコットランド議会において禁止が決定された。
| 日付           | 禁止事項                                                         |
| -------------- | ---------------------------------------------------------------- |
| 2003年2月14日  | 一般広告                                                         |
| 2003年5月14日  | 宣伝用パンフレット                                               |
| 2003年7月30日  | イギリス国内におけるスポーツイベントのスポンサー                 |
| 2004年5月      | たばこ小売店における特定広告                                     |
| 2004年12月21日 | 小売店、パブ、クラブ等での大規模な広告                           |
| 2005年7月31日  | これまで除外されてきた国際的イベントのスポンサー及び、間接的広告 |

この法律施行後も以下の広告は免除されている。
- たばこ産業の中で広告を掲示すること。
- 主にイギリス人読者を対象としない出版物への広告
- パブ、クラブ、小売店に対する広告で、サイズがA5用紙を上回らない程度でその30%が政府が定めたたばこの有害警告が記載されているもの[52]。
- 巻、嗅ぎたばこ、パイプたばこ及び喫煙に関連するアクセサリーの販売が50%を超えるもの、専門員が巻いたたばこを試すことのできる専門店などでの広告
- 特に要求されたダイレクトメール

たばこの自動販売機は公認された店内での設置はまだ許可されているが、その中には1銘柄につき1つの絵を表示することしかできず、機械に広告を張ることはできない。
有名なキャンペーン『Welcome to Marlboro Country（マールボロの国へようこそ）』、『You're never alone with a Strand（君は一人じゃない、ストランドがある）』『Happiness is a cigar called Hamlet（幸せはハムレットと呼ばれるたばこ）』などは市場で中止された。

### フランス

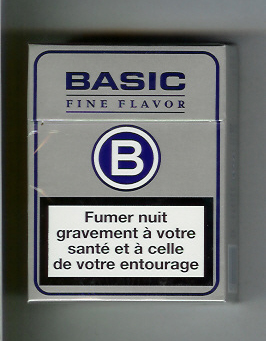
フランスにおける警告表示

フランスでは販売されている全てのたばこの包装側面に添加物のパーセンテージリストを載せなければならない。フランスで販売されるアメリカのたばこのひとつを例に上げると、85.0%がたばこ、9.0%が添加物、たばこを包む紙が6.0%で構成されていると表記されている。フィルターはこれらに含まれない。

### イタリア
1983年以降、たばこ広告は厳しく禁じられている。

### 北アメリカ

#### アメリカ合衆国
アメリカでは1950年代から1960年代にかけて、たばこブランドはしばしばテレビ番組のスポンサーであった。ウィンストンのCM曲はこの時代最も有名なCM曲のひとつである。この時のキャッチコピー『ウィンストンはたばこの本来の味がする』は人を魅了、今日も伝えられている。また、タレイトンのキャッチコピー『タレイトンを吸う人は別のたばこを吸うよりも喧嘩をする!』も1960年代の人気あるキャッチコピーのひとつである。
1967年6月、連邦通信委員会（FCC）は毎日、5分から10分、たばこの有料広告の効果を相殺するために喫煙と健康についての議論をテレビ局でプログラム放送することを決定した。「我々は公平の原則がこれらの広告に適用できると考えている」と、委員会は発言している。法廷の支持を得たFCCの決定は、基本的にたばこのCMを提供している組織へ無料で喫煙抑制CMをテレビ局で放送するよう要求を行った。
1970年4月、『Public Health Cigarette Smoking Act』は議会を通過、1971年1月2日以降、テレビ、ラジオにおけるたばこCMの禁止が決定した。バージニア・スリムブランドのコマーシャル『a 60-second revue from flapper to Female Lib』は1月1日、午後11時59分に放送され、これが最後のたばこCMとなった。
一方、無煙たばこの広告は1986年8月28日に禁止されるまで放送されていた。
1971年以降、たばこ広告の大部分が、雑誌、新聞、広告掲示板で行われた。しかし、『Federal Cigarette Labeling and Advertising Act』の導入以来、全て包装、広告は公衆衛生局長官からの健康警告を表示しなければならなくなった。2003年11月、たばこ会社と雑誌出版社はたくさんの若い読者層がいる4つの雑誌（タイム、ピープル、スポーツ・イラストレイテッド、ニューズウィーク）の学校図書館専用版に広告を載せないことに同意した。
1994年、公衆衛生局の報告、『Preventing Tobacco Use Among Young People（青少年のたばこ使用の防止）』内で『若者がたばこを吸おうとしなくなれば、たばこ自体がなくなる』と主張した。『13 A critical task of public health』は若者が最も影響されやすい時期に若者の『教化』を打ち消していた…。そのため、報告書はたばこのプロモーションが若者に喫煙「させたかどうか」について「誤った方向へ導く」として討論を切り上げていた。そして、結論として『（プロモーションが）原因かどうかではなく、一連の陰鬱で無情な出来事のために初めて喫煙を行うことを促進することとなる』とした。
デトロイト・フリープレスによると、ミシガンの屋外広告のうち、10%がアルコール飲料とたばこの広告であった。1999年、合意により、全てのたばこの屋外広告が喫煙抑制ポスターと入れ替えられた。何枚かの屋外刻々はマールボロマンのパロディとして『Bob, I miss my lung（ボフ、俺は肺を落としたよ）』と書かれ、牧場のカウボーイを描いていた。
アメリカのテレビにおいて初めての定時ニュース番組になったのはキャメルがスポンサーについた、NBCの『キャメル・ニュース・キャラバン』であり、キャスターの背後にあるキャメルのロゴとキャスターの前におかれた灰皿で話題を呼んだ。この番組は1949年から1956年まで放送、色々な出来事があった。

#### カナダ
カナダでは1988年現在、『Tobacco Products Control Act』により、たばこ製品の広告が禁止、さらに全ての包装には警告表示を行わなければならない。この法律が議会で可決されたすぐ後、たばこ会社RJRマクドナルド（R.J.レイノルズの関連会社）はケベック高等裁判所へカナダ政府を告訴、この法律は当初、結論のでていない警告を要求していたため、言論の自由に対する権利侵害であると主張した。1991年、ケベック高等裁判所は、カナダ憲法の下、言論の自由を侵害したこと、またその権限を越えた行為であるとしてたばこ会社の主張を認める裁決を行った。政府はその後、カナダ最高裁判所に上告した。
1995年9月21日、カナダ最高裁判所は『Tobacco Products Control Act』は合法的であるとしてこれを支持、そして危険警告を全てのたばこ包装に印刷することをカナダで営業しているたばこ会社が行うことを決定した。そして、法廷は、健康広告が言論の自由の権利を侵害しており、それをさらに判決することは『1867年憲法法91条序文「平和、秩序、および正しい統治」』の元、これらの法律を承認する連邦政府の管轄権になかにあったという必要条件を満たさないという必要条件を廃止した。近年、製品をより入手しにくくして喫煙を減少させる目的で、罪悪税が課された。現在ではラジオ広告、テレビCM、イベントのスポンサー、プロモーション景品、そのほかのブランド広告は店内でのディスプレイ同様、禁止された。
たばこメーカーは2003年まで文化的なものやスポーツイベント（例えば、トロント、バンクーバーで行われた花火大会『Benson and Hedges Symphony of Fire』）などのスポンサーとなることでメーカーの名前、ロゴをイベントの広告の中、もしくは会場に掲示することでこの規制をかいくぐった。たばこ会社のスポンサーの禁止はモントリオールのカナダグランプリ、全米女子プロゴルフ協会のデュモーリエクラシック（du Maurier Ltd Classic、現在はカナディアン女子オープンに変更されている。）が中止された大きな要因であった。
2008年5月、オンタリオ州、ケベック州、ニューブランズウィック州のコンビニエンスストアにおけるたばこのディスプレイは禁止され、全て隠されるようになった。

### 西太平洋
オーストラリアでは『Tobacco Advertising Prohibition Act 1992』によりたばこブランドがスポーツ、他の文化的イベントのスポンサーになることなどを含めてオーストラリア国内の広告のほとんど全てを禁止した。国内における、スポーツ、文化的イベントはスポンサーとしてそのまま放置されたが、もはや新たなイベントを開始することや、既存のイベントの公演を続けることはできないようにされた。1998年までにすべてのスポンサーが期限切れで終了することとなった。
環境大臣はたばこ広告が万一禁止されたとしても、『オーストラリアで開かれそうもない』イベントで『国際的意義』のあるイベントに対しては免除を与える権利が与えられた。しかし、以前、権利を与えられていない限り、法律内の条項は2000年10月1日以降、免除を申し込んでいるイベントを禁止した。2006年までこの資格を持つイベントは、ロードレース世界選手権とオーストラリアグランプリの二つだけであった。その後、さらに追加された条項により、2006年10月1日以降に開催されるイベントに免除を与える権利を大臣から奪うこととなった。そのため、2007年に開催されたオーストラリアグランプリはいかなる種類のたばこ広告が掲載されることがなかった。
ニュージーランドにおけるたばこ広告は『Smokefree Amendment Act 1990』により禁止された。
これ以前に1963年、ラジオ、テレビにおけるたばこ広告はすでに禁止されていた。10年後の1973年、たばこ広告は屋外広告、映画館で禁止、活字媒体広告は新聞の半分までに制限された。
1995年、残りのたばこ広告とスポンサーについてPOS広告と若干のスポンサー免除を除いて禁止、さらに1998年12月11日、POS広告も禁止された。
ニュージーランドで最終的に禁止されているPOS広告に対して、まだ残るであろうたばこ広告のほかの例が存在する。これらは映画、テレビ内と同様にケーブルテレビなどで使われるたばこの映像、輸入された雑誌内のたばこ広告、およびスポンサーなどは認められ、たばこのパッケージへの広告使用なども認められる。
また、健康警告は全てのたばこ商品に表示される。
オーストラリアでは非常に少数の例外（若干の国際スポーツ競技で認められたが、これらの例外は全て2006年に取り消された）は『Tobacco Advertising Prohibition Act 1992』 でどのような形であれ、たばこ広告は禁止された。
現在、オーストラリアではたばこ包装の正面、背面、両側面3分の1を含むほぼ70%が名称に関する情報、喫煙の影響、化学製品、年間死亡率のグラフィックイメージで覆われている。
テレビ広告に対してもそれに平行して行われ、病院で呼吸するのに苦労している喫煙者のビデオ映像が放映されている。これ以降、喫煙者は4分の1が喫煙をやめた。

## 喫煙抑制広告
多くの政府保険部門とともに嫌煙グループ、特に癌に関する慈善活動により、喫煙のマイナス効果を強調するために、喫煙抑制広告を作成することにより、たばこ広告に対抗することを試みた。最も初期のCMは主に禁煙、肺がんの増加リスク、副流煙による受動喫煙に関連した問題を強調することに集中した。しかし、それらはいくつかのキャンペーンは、肉体的な魅力の減少 と勃起不全 の危険性に集中する状態で数年間にますます強力なものとなった。これらは以前のキャンペーンよりも若い喫煙層に狙いが定められており、イギリス政府は2003年、この喫煙抑制キャンペーンに3100万ポンドを費やした。
2005年、EUは喫煙から人々を救うために『For a life without tobacco（たばこの無い人生を）』キャンペーンを全ての参加国において開始した。
2007年、2008年にニューヨーク保健局は、Quitline（禁煙相談電話）と無料のニコチンパッチ、ガム配布のプログラムを推進するために、一連の反たばこキャンペーンシリーズを開始した。最初のTVスポット放送は『Smoking is Eating You Alive（喫煙はあなたの人生を蝕んでいる）』及び、『Smoking is Eating You and Your Kids Alive（喫煙はあなたと子供の人生を蝕んでいる』は喫煙による体へのダメージを描いていた。広告はそれらの有効性と同様に、グラフィックイメージを使用したことで有名であった。2008年4月16日、広告の第2期が開始された。これらにおいて「マリー」と呼ばれる長年の喫煙者である58歳の女性は閉塞性血栓性血管炎（末梢動脈に血栓が発生、そのため壊死が発症する）を発症、それを受けた切断手術とその苦痛について説明している。
1960年代から1990年代まで続いたマールボロマンは最も成功したたばこ広告キャンペーンのひとつであった。1976年にウェイン・マクラーレンがポーズを取ったプロモーション写真など、様々なカウボーイがマールボロブランドのプロモートを行ってきた。マクラーレンは1992年肺がんで死去したが、病院ベッドに横たわる姿はTVのスポット放送内で放映され、同時に喫煙の危険性について警告するナレーションが流された。

## スポンサー

### フォーミュラ1

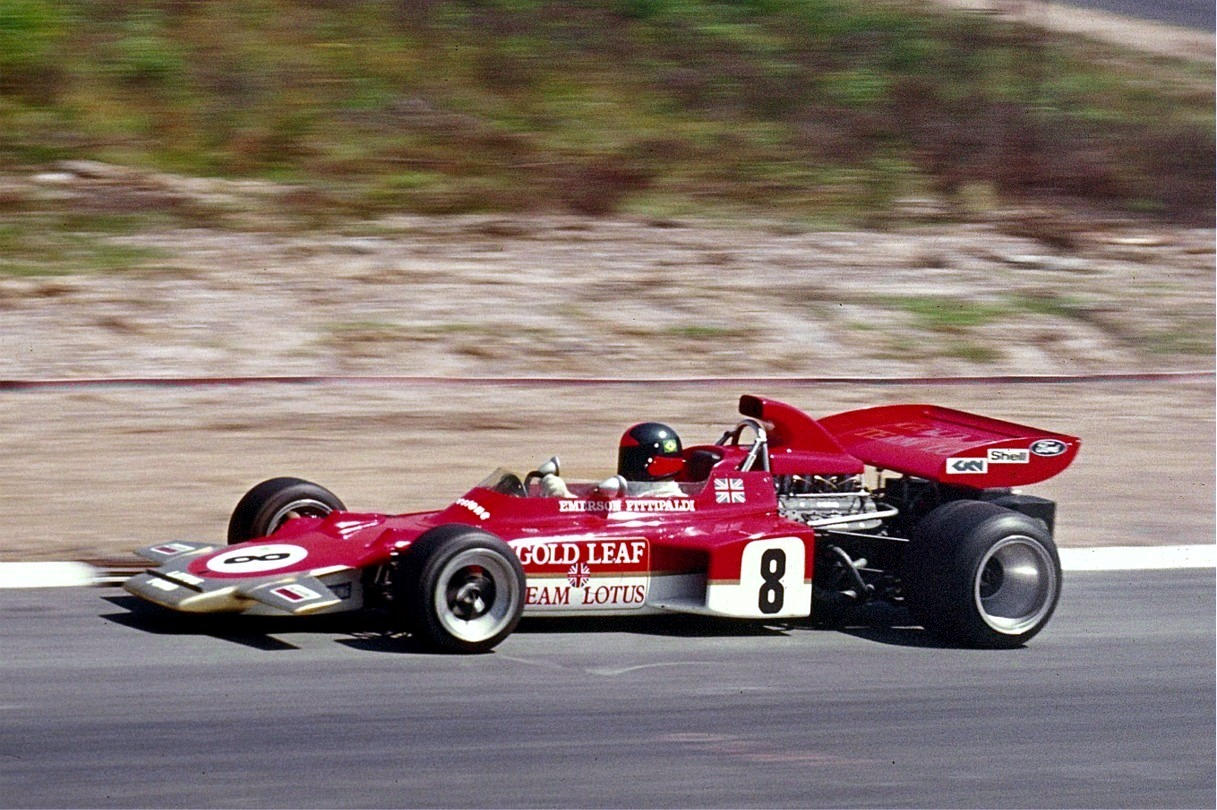
ゴールドリーフのロゴをつけたロータス、1971年

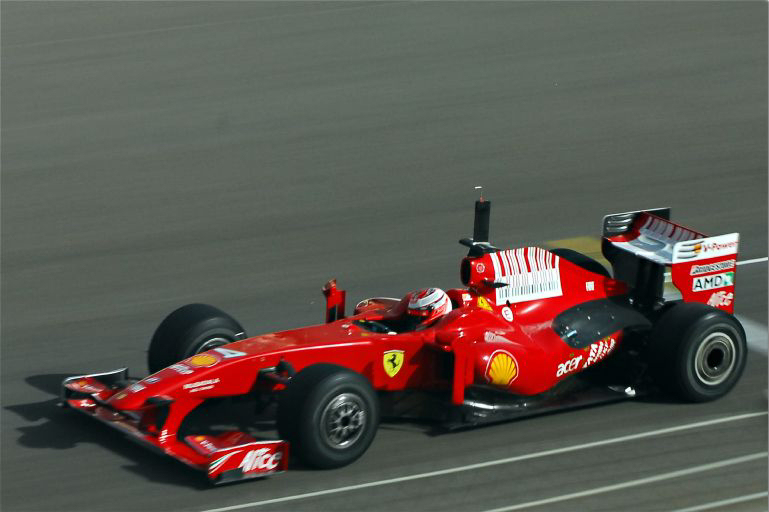
スクーデリア・フェラーリ・マールボロチーム、2009年

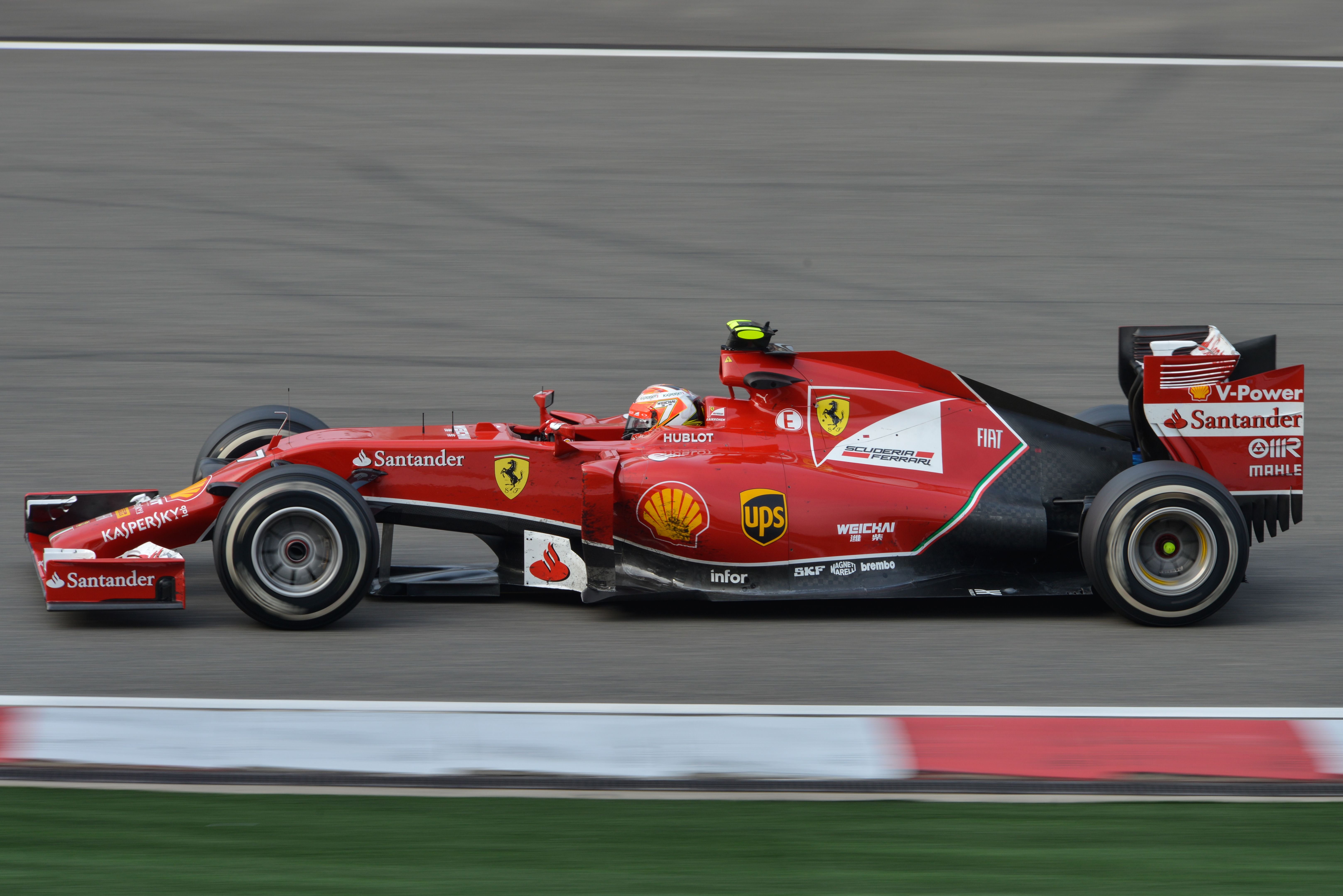
たばこ広告全面自粛後のフェラーリのマシン、2014年

1968年モナコGP においてF1のチーム・ロータスがインペリアル・タバコのゴールドリーフの赤、金、白の各色を用いたブランドをつけて以来、チーム、ドライバーおよびサーキットは長期に及び、財政的支援をたばこ会社に依存していた。そしてゴールドリーフの登場以後、何十年もの間、たばこ産業はスポーツへのスポンサーにおいて主役を演じていた。
1973年、ドイツは自動車レースにおけるたばこ広告を禁止する流れを開始、1980年にイギリスがそれに続き、1993年にはフランスも同様の処置を取った。喫煙を抑制する法律が世界の多くの国々で厳しくなり始めたため、F1はたばこブランドのプロモーションのための重要な機会と化しており、バーニー・エクレストンなどF1首脳陣の交渉により、多くの地域でF1におけるたばこ広告について規制の一部免除が認められた。しかしヨーロッパでは広告の包括的禁止の動きが広がり、やがてそれは世界中にも広がり始めた。
2000年、ウィリアムズF1は前年までのウィンフィールドとの契約を終了、続いてマクラーレンは2005年シーズン途中でウエストとの契約を終了、ルノーF1も同様に2006年をもってマイルドセブンとの契約を終了したほか、ブリティッシュ・アメリカン・タバコ（BAT）がオーナーを務めていたB・A・Rはホンダへチームを売却、BATはF1から撤退した。
一方、ブランド名は表示されないが、スクーデリア・フェラーリは2005年から2011年までフィリップモリスと契約を結び、実質的にマールボロブランドによるスポンサードが継続されている。協定を通じて、2007年、マールボロブランドはバーレーン、モナコ、中国のグランプリにおいて、F1マシン、ドライバースーツ、ピットクルーのユニフォームにおいてロゴを使用することが合法とされた。フェラーリは、2007年のF1世界選手権において、唯一、たばこブランドのスポンサーを受けたチームであった。しかし翌シーズン以後、直接的な形でたばこ広告を露出する事はなくなっている。それまでフェラーリのマシン／ユニフォーム等に入っていたマールボロのロゴは、たばこ広告禁止国での代替ロゴであったバーコード風のデザインを全レースでも採用されることになった。しかし2010年4月、バーコードのデザインがマールボロのロゴを連想させるサブリミナル効果の疑いがあると報道され、チーム側は当初その疑惑を否定していたが、2010年5月に「疑惑を一掃しレースに集中する」という声明を発表し、スペインGPからバーコードの代わりに赤ベタに白枠のデザインへと変更した。チームロゴに入っていたバーコードも2011年から一新され、ロゴからもバーコードは排除される事となった。
ルノーは2011年、グループ・ロータスとスポンサー契約をしたのを機に、70〜80年代に使われていた黒に金のストライプにカラーリングを変更した。しかしこれはたばこの潜在的な広告にあたるのではないかとの報道があった。当時ロータスはJPSがスポンサーについており、それを思い起こさせるとしてカナダの法律に抵触するのではないかとの見解であった。類似名称の異チーム、ロータス・レーシング→チーム・ロータスも2011年のカラーリングとして黒＆金ストライプを採用予定であったが、先にルノー側にこのカラーリングの採用を発表されてしまったため断念、従来通りのブリティッシュグリーンのカラーリングで行くことを表明していた。

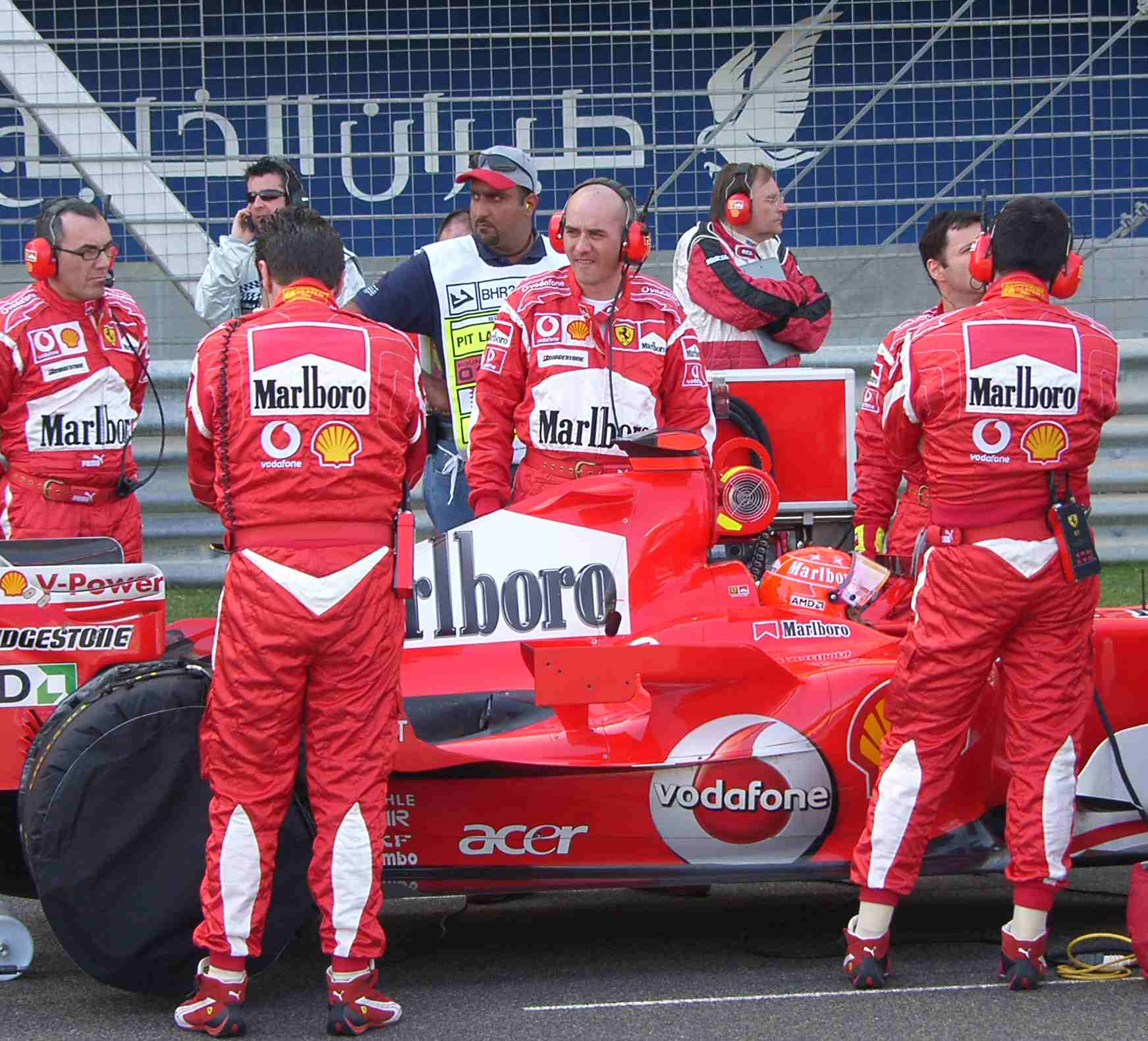
たばこ広告許容国仕様（2006年バーレーンGP）
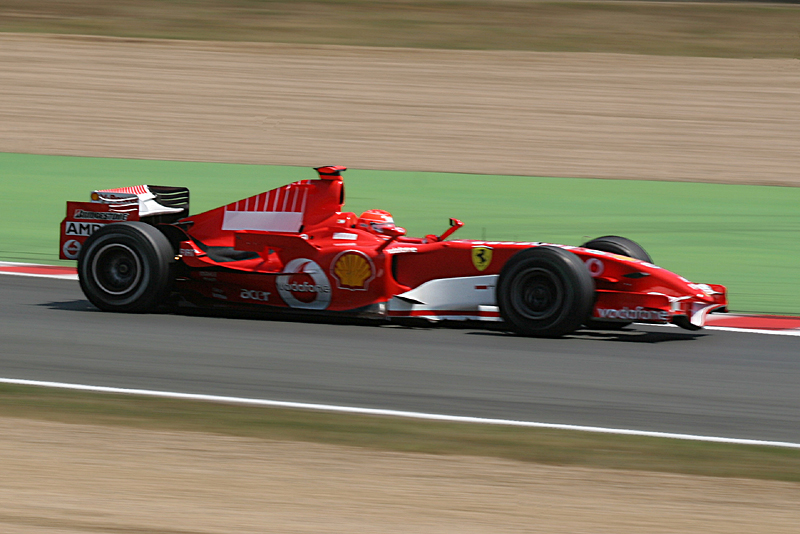
たばこ広告禁止国仕様（2006年フランスGP）

### インディカー

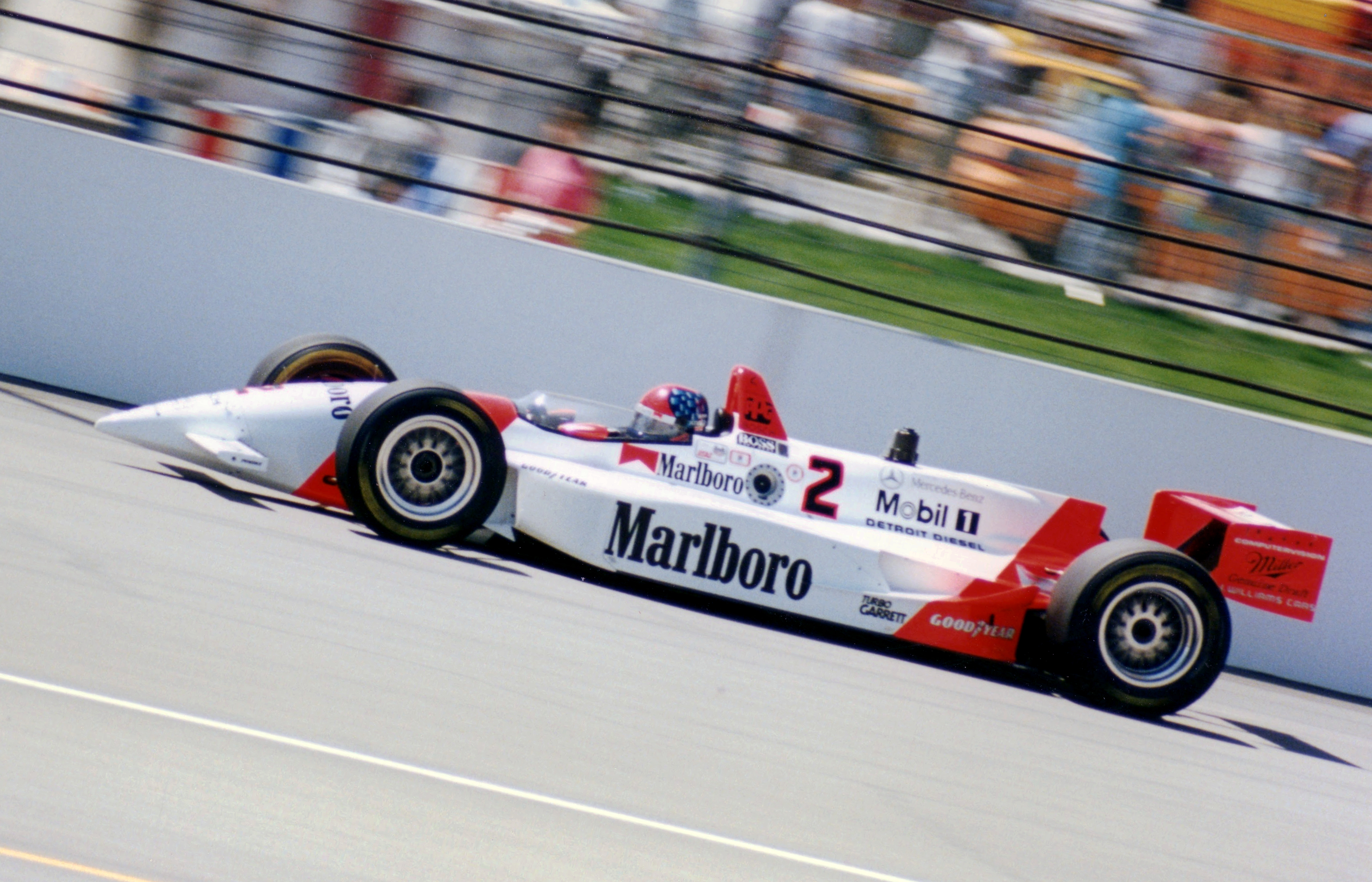
マールボロの支援を受けていたペンスキー1994年

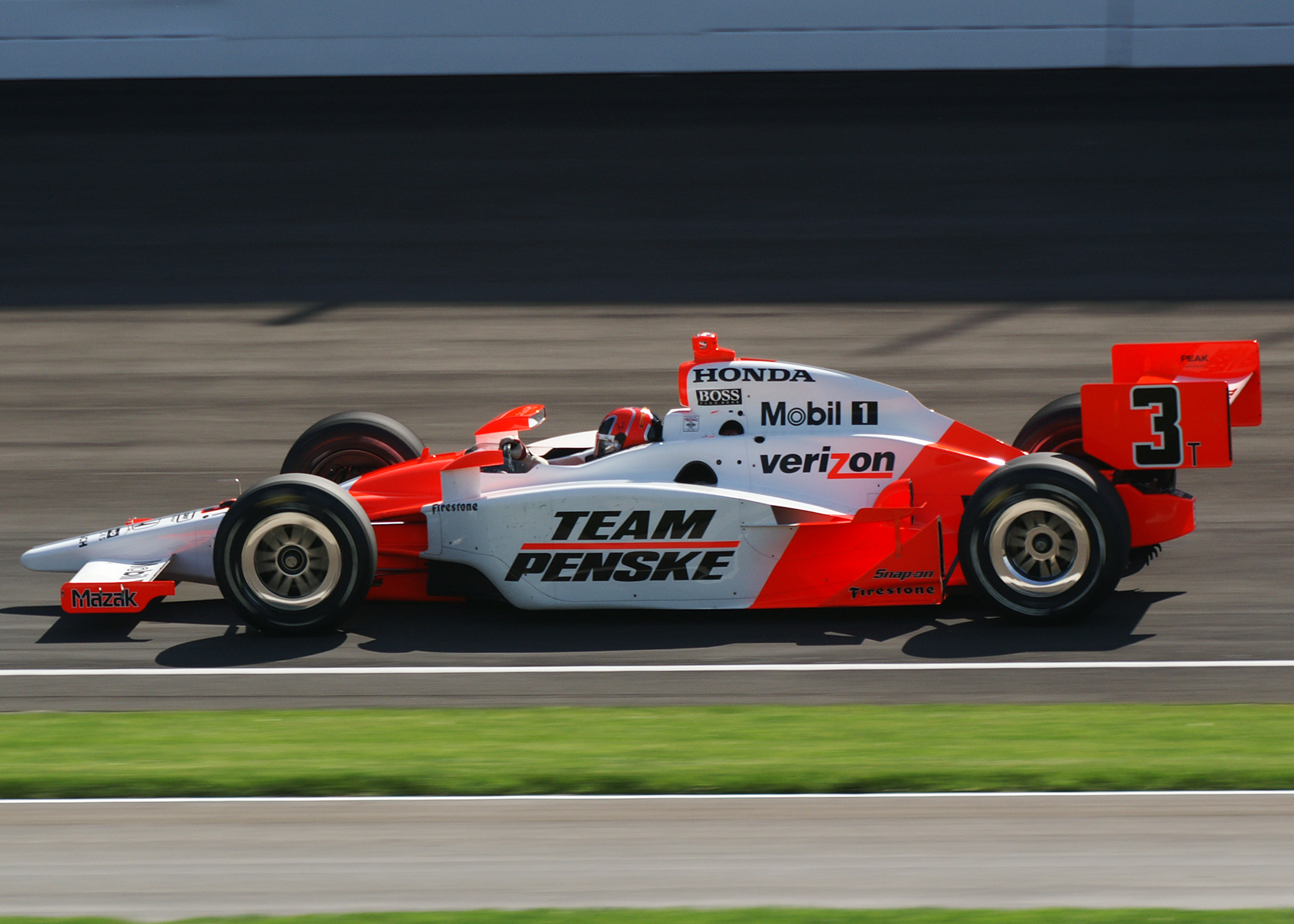
2009年のペンスキー（スポンサーはベライゾンとマールボロであるが、マルボロのブランド名は出ないようにされている）

インディカー・シリーズでは、マールボロブランドの支援をうけたペンスキー・レーシングチームはたばこ広告が規制されているとき、マールボロカラーに塗装される。ペンスキーはこれを同様の方法でベライゾン・コミュニケーションズのスポンサーを受けたレーシングカーをNASCARの一部のレース（スプリントカップシリーズは電気通信事業者のスプリント・ネクステルがスポンサーであるため、同業者であるベライゾンの広告を出すことができないが、その下のクラス、ネイションワイドシリーズでは使用することができる。）で走らせている。この状況はベライゾンが同業者のAlltel（enを乗っ取ろうとしたことに起因しており、2003年にNASCARとネクステル（スプリント社の前の契約会社。のちにスプリント社とネクステル社は合併）の間で調印された祖父条項によってAlltelは保護されていた。ベライゾンはNASCARにおけるチーム間限定の無線交信の禁止とこの乗っ取り行為のためにはじき出されることになり、裁決としてマールボロロゴを使用しないスタイルを使用することとなった。

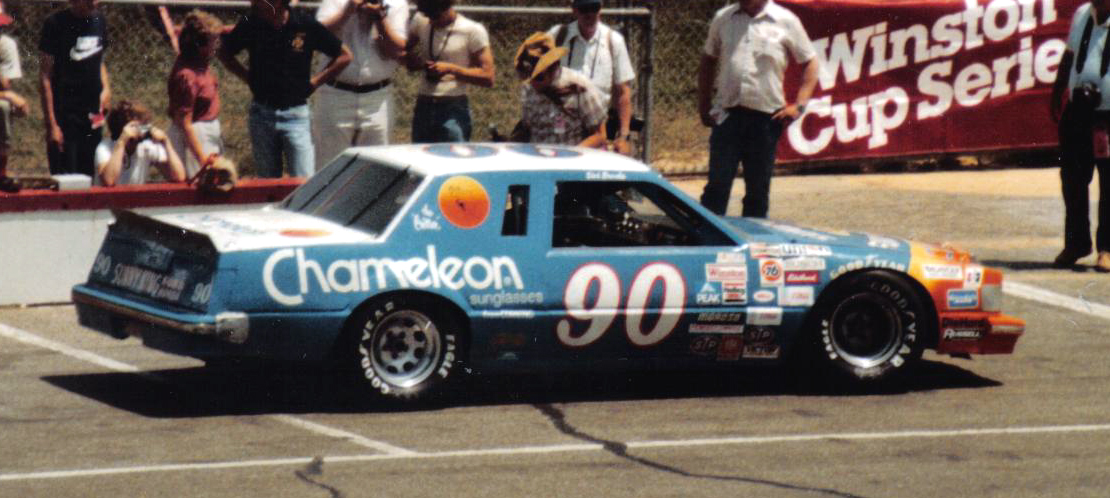
ウィンストンカップシリーズ時代の NASCAR（マシンはフォード・サンダーバード）

### NASCAR
NASCARチャンピオンシップ（現在はスプリントカップシリーズ）はR.J.レイノルズがもはやスポンサーを続けることができないと発表した2003年までR.J.レイノルズがスポンサーを務めた。NASCARの最上級シリーズはTVにおけるたばこCMの禁止にされた1970年代初期にR.J.レイノルズからのスポンサーがついた。R.J.レイノルズがスポンサーとなったシリーズは『ウィンストンカップ』はNASCARにおける最上級カテゴリーとなったが、後に他の地域で行われるシリーズでは他のたばこ会社（例として『ウィンストンウェストシリーズ』）もスポンサーとなった。1970年代中頃にはABCのスポーツバラエティショー（Wide World of Sports）でいくつかのレースが部分的に放映され始めた。そのため、ウィンストンが商業的な広告をTVで行えないにもかかわらず、レース中、ウィンストンの名前がTVに現れることとなった。NASCARと彼らの関係は長期に亘り、ウィンストンは『ウィンストン500（現、Aaron's 499）』、『ウィンストンオールスターレース（現、NASCARオールスターレース）』、『ウィンストンウエスタン500（en）』、『ウィンストン・ミリオン（1985年–1997年）』などのレース、賞品プログラムを開催することとなった。1998年から2002年は『ウィンストン・ミリオン』に代わり、『ウシンストンノーブルファイブ（より複雑な賞金システム）』が行われ、毎年、このプロモーションにより、5人のレーサーが選ばれた。ノーブルファイブレースの5位までに入賞したそれぞれのドライバーはファンと一緒に、次のレースで賞金を獲得する権利が得られ、そのドライバーの一人が次のレースで優勝したならば、そのドライバーは100万ドルのボーナスを得ることができた。
その上、他のチームの多くが（例えば、ジミー・スペンサー（en）のレーシングカーにはRJRのスポンサーが付いていた）たばこ関連の広告を背負っていた。
2003年2月5日、レイノルズは2002年7月に調印されたNASCARの主要な部門へのスポンサー契約の5年間の延長が、2個の主要スポンサーとなっているレーシングカーの1つが失われたことにより、社内の経済的懸念のため、解消することができることをNASCARに知らせた。また、年初にコノコフィリップス（ガソリンスタンドの76ブランドを生んだメジャー）は2003年シーズンでNASCARより撤退することを発表した。
2003年6月19日、NASCARはNASDAQマーケットサイトにおいてこれまでおなじみであった赤色からネクステルの黄色（契約が結ばれた後、ネクステルの新たな色が発表された）ネクステルコミュニケーションズと2004年シーズン以降、10年間の契約を結んだことを発表、2005年9月以降、NASCARはスプリントカップのロゴを新たなスポンサー、ネクステルのロゴに置き換え始めた。
NASCARがネクステルの存在により、マーケティングすることができた1つの大きな変化はシリーズにおけるバナー広告であった。過去にウィンストンのサインが『ウィンストン』、『ウィンストンカップシリーズ』、後に『NASCARウィンストンカップシリーズ』がビクトリー・レーン（優勝したマシンを囲んで祝福する場所）のバナーで使用されるのみであったが、ネクステルの場合、『Speed Meets Speed（スピードがスピードと出会う）』、『The Car Phone Reborn（生まれ変わった自動車電話）』『Finish Faster（最速の勝利）』などより上手にマーケティング自体を広告と使用することができた。広告がスプリントバナーによってブランド変更された時、ワトキンズ・グレン・インターナショナルの第11コーナーの橋に掲げられた広告は『Sprint ahead』と書かれた特徴ある新たな広告により、ブランド変更された。
Master Settlement Agreement（全米各州とたばこ会社の間で結ばれた包括的和解契約）によってカバーされていない小規模なたばこ会社はシーズン、もしくはサーキットのスポンサーになることを試みた。バージニアを本拠地とする小規模なたばこ会社、ベイリーは2005年、テネシーを本拠地とするボビー・ハミルトンレーシングチーム（en）のために選ばれたレースにおいてスポンサーを行うことになり、NASCARが認めた地域内で最新のマシンを使用したマーティンズビル・スピードウェイで行われるベイリー300のスポンサーの長年のスポンサーとなった。デニー・ハムリン（en）が参加したこのレースのドライバーはNASCARの3つの全国シリーズへ進んだ。

### WRC
WRCにおいて、マールボロは多くのチームのスポンサーを務めており、フォード、トヨタ、スバル、三菱自動車、プジョー、ランチアなどと様々なチームの資金援助を行ってきた。また、555、キャメルなど様々なブランドがWRCカーを彩っていた。
スバルはレガシィで参加していた1993年、555とスポンサー契約を結んでいたが、たばこ広告禁止地域で行われる場合、広告はボディに描かれず、初期はSUBARUのロゴが後にバナナのようなマークが描かれていた。また、92年RACラリー、93年スエディッシュではキャメルのマークを付けて参加していた。1993年、レガシィからインプレッサに変更された時、ホモロゲーション名『インプレッサ555』として登場、以後、長い活躍を続けたが、1998年、555は撤退、『555』をつけたインプレッサを見ることはできなくなったが、2008年に撤退するまで同様のカラーリングで走り続けた。
一方、三菱は1999年、マールボロとの契約を発表、『マールボロ三菱ラリーアート』として参加、活躍を続けていたが、2002年、契約を終了、マールボロカラーのランサーエボリューションの姿は見られなくなったが、赤はいまだに強い頃のランサーのイメージを印象付けている。また、たばこ広告禁止国では、マールボロの広告の部分をラリードライバーのファーストネームで代用していた。
- マールボロのロゴをつけたランチア・フルビア
- ロスマンズのロゴを付けたポルシェ 911 SC-RS
- キャメルのロゴをつけたプジョー・205ターボ
- マールボロのロゴをつけたプジョー・307
- たばこ広告禁止地域でのプジョー・307
- ロスマンズのロゴを付けたオペル・アスコナ
- 555のロゴをつけたレガシィ
- 555のロゴを付けたスバル・インプレッサWRC
- たばこ広告禁止地域のスバル・インプレッサWRC
- マールボロ三菱ラリーアートチームのランサーエボリューション

### スヌーカー
いくつかのトーナメントにおいてスポンサーを失っていたスヌーカーはイギリスにおけるたばこのスポンサー禁止命令により、大規模な打撃を受けた。これは以下のトーナメントである。
- 世界スヌーカー選手権（1976年 – 2005年、エンバシー（en））
- マスターズ（1975年 – 2003年、ベンソン&ヘッジス）
- ウェルシュオープン（en）（1992年 – 2003年、リーガル）
- スコティッシュオープン（en）（1998年 – 2003年、リーガル）
- リーガルマスターズ（1989年 – 2002年）

世界スヌーカー選手権はEUの禁止命令から、2005年まで広告を使用できる特別免除が与えられた。また、2005年、Rileys Clubの支援を受けるまで、マスターズはスポンサー無しで開催された。一部のプレイヤーは、イベントがたばこ会社の財政的支援無しでは生き延びることができないことを案じて、スポンサー禁止に対して反対する意見を述べた。

### その他のスポーツ
様々なスポーツにおいて参加者のため、試合のためにスポンサーのたばこ会社からの資金に頼っていた。
- クリケット（ベンソンアンドヘッジスカップ（en）[84]
- ダーツ (BDO ワールド・プロフェッショナル・ダーツ・チャンピオンシップス (エンバシー: 1978-2003)、このトーナメントの呼称がエンバシーとなっていたほど、その名が定着していた。)
- アイスホッケー
- 女子テニス（ヴァージニアスリム）
- ラグビーリーグ（シルクカットチャレンジカップ（en）
- ロードレース世界選手権（マールボロドゥカティ、リズラ・スズキを含む、ただし、リズラ（Rizla+）は製紙会社であったが、インペリアル・タバコ傘下でたばこ用の紙を生産していたため、たばこ広告禁止令によって免除されている。）
- スキー（カナダにおける男子スキーの最優秀者に与えられる賞はExport A Cup（Export はカナダのたばこブランド）として知られているが、1983年の勝者（スティーブ・ポドボルスキー（en）はこれを拒否、たばこ会社のスポンサーについて異議を申し立てた最初の選手となった。）
- ゴルフ (デュモーリエクラシック)

## 傾向
広告の制限が全国で課されている状態で、たばこ会社は新たな顧客層を設定して、これまでのものを維持するために新たな販売促進に移行した。例えば、アルトリア (Altria)は、promotions that build brand equity through adult consumer experiences（成人消費者層の経験を通してブランド資産を作るプロモーション）販売促進を取っている。この意図は消費者のコミュニティを構築することにより、ブランド志向を補強することにある。
1つの例がマールボロの『Outwit the West』で、これは一連の謎めいた難問と『あなたが喫煙者ならば招待』するというもので、4人をメンバーとしたチームで『競争』するものある。それらのチームの内、上位20位が『たばこを吸うのはOK』で食物、飲み物、そして活動はすべて会社が料金を支払うマールボロ牧場へ招かれる。最も多く正解したチームは100万ドルの賞金を共有することになる。これには何千ものチームが参加している。
通常、マールボロは景品とMarlboro Ranchへの招待状に応じて収集した郵送データベース（2005年の時点で2600万人分と見積もられている）を使用している。これらデータベースの補強はブランドをつけた製品を使用した仲間によって行われる。

## 効果
たばこ広告における実際の効果については広く文書化されている。ヘンリーサッファーの論評によると、公衆衛生の専門家らはたばこ広告がたばこの消費量をあげると言っており、特に子供らが喫煙することに対してたばこ広告が効果的な動きをしているという経験的文献を存在しているとする。オランダのたばこ会社はバニラ味の『Pink Elephant』、チョコレート味の『Black Devil』を製造している。
JTの調査によると、様々なイメージ広告により若い女性達がタバコ常用顧客として取り込まれた結果、女性の喫煙者率は増加傾向で推移している。 特に20歳代女性の比較的若い世代の喫煙率は、ここ40年あまりで約3倍に増加した。

## ギャラリー
- ハンス・ルディ・エルトの手によるProblemの包装、1912年
- 壁に描かれたたばこ広告、フランス
- ミュンヘンにおけるたばこの陳列
- トルコのたばこ『Murad』の広告、1918年
- 『Egyptian Deities』のための広告、1919年

### 英語版における資料
- "Timeline: Smoking and disease" at BBC News. Accessed 12 July 2005.
- "The history of smoking" at ForestOnline. Accessed 12 July 2005.
- "Women and smoking - A report of the Surgeon General 2001". Accessed 12 July 2005.
- Myers, Matthew L. 27 March 2001. "Statement: Surgeon General’s Report on Women and Tobacco Underscores Need for Congress to Grant FDA Authority Over Tobacco (Campaign for Tobacco-Free Kids) Statement: Surgeon General’s Report on Women and Tobacco Underscores Need for Congress to Grant FDA Authority Over Tobacco]". Accessed 12 July 2005.
- "Tobacco advertising and promotion" at ASH.org.uk. Accessed 12 July 2005.
- Pritcher, Lynn. "More About Tobacco Advertising and the Tobacco Collections Tobacco advertising]" at the Emergence of Advertising in America (EAA). Accessed 13 July 2005.
- "Formula One tobacco sponsorship ban scrapped" at BBC News, 5 November 1997. Accessed 9 July 2005
- "Formula One tobacco advertising to go" at BBC News, 3 December 1997. Accessed 9 July 2005.
- 20 June 2005. "Tobacco Ads Will Be Removed from School Magazines Tobacco Ads Will Be Removed from School Magazines]" at ConsumerAffairs.com. Accessed 18 July 2005.
- Wheeler, Brian. 13 February 2004. "Has the tobacco ad ban worked?" at BBC News. Accessed 18 July 2005.
- June 2004. "ASH briefing: The UK ban on tobacco advertising" at ASH.org.uk
- "BBC NEWS | Health | Tobacco advert rules introduced Tobacco advert rules introduced]" at BBC News. Accessed 18 July 2005.
- "RJ Reynolds hints at leaving NASCAR" at The Sporting News. Accessed 10 September 2005.
- Leonard, Tom. 21 September 2005. *"TV advertisers shift focus to placing products in shows" at Telegraph.co.uk. Accessed 24 September 2005.
- "Big Tobacco's Big Seduction: Women, Tobacco and the Glorification of Addiction, An interview with Mary Assunta", Multinational Monitor, May/June 2005, V.26, Nos.5&6

### 日本版資料
日本に関する情報は以下を参考にした。
- 日本たばこ産業株式会社ホームページ
- たばこと塩の博物館
  - 明治のたばこ王　岩谷松平 特別展 広告の親玉　赤天狗参上！　〜明治のたばこ王　岩谷松平（いわやまつへい）〜の展示紹介
  - 明治以降のたばこ文化：明治のたばこ商たち（１）
- 日本たばこ協会
- 日本燐寸工業会内、マッチの世界
- 厚生労働省の最新たばこ情報
- 三菱自動車株式会社ホームページ
- 富士重工株式会社ホームページ
- レスポンス
- 資料２ 諸外国の職場における受動喫煙規制（諸外国の法制調査ワーキンググループ報告書） 2-5 イギリス - 平成19年度「受動喫煙の健康への影響及び防止対策に関する調査研究委員会」報告書（安全衛生情報センター：快適職場づくりの資料 より）
- http://kitan.semana.co.jp/smorkjackets/cigarette_ad/japan/japan.html [リンク切れ]
- https://web.archive.org/web/20100109171420/http://www.t-webcity.com/~thistory/thistory/t_history.html
- 山口一臣「アメリカにおける 「喫煙と健康」 論争の誕生と進展」『成城大學經濟研究』第165巻、成城大学経済学会、2004年、47-87頁、CRID 1050282812450188416。
- 鎮目良文（本文）、木村兼昭（年表）『たばこ パッケージクロニクル』（イカロス出版） ISBN 4-863-20101-X
- 荒俣宏・高橋昇共著『黄金伝説―「近代成金たちの夢の跡」探訪記』（集英社）1990年 ISBN 978-4087727319